# Digama figurata
Digama figurata är en fjärilsart som beskrevs av Moore 1878. Digama figurata ingår i släktet Digama och familjen björnspinnare. Inga underarter finns listade i Catalogue of Life.